# كجيرستي إريكسون
كجيرستي إريكسون (بالنرويجية البوكمول: Kjersti Ericsson)‏ هي عالمة نفس وبروفيسورة ومؤلفة وشاعرة نرويجية، ولدت في 18 يناير 1944 في أوسلو في النرويج.

## وصلات خارجية
- كجيرستي إريكسون على موقع IMDb (الإنجليزية)